# Doctolib
Doctolib SAS ist ein französisches Technologieunternehmen mit Sitz in Paris, das eine Software anbietet, die unter anderem die Online-Buchung von Terminen bei Ärzten, das Terminmanagement in Praxen und Gesundheitseinrichtungen sowie telemedizinische Videosprechstunden und die Kommunikation zwischen Ärzten und Patienten ermöglicht. Die Software kam zudem in Deutschland und Frankreich bei der Koordination von Terminen für Impfungen gegen COVID-19 zum Einsatz.
Die Doctolib GmbH (Sitz: Berlin), ein Tochterunternehmen der Doctolib SAS, ist in Deutschland für die E-Health-Angebote des Unternehmens verantwortlich.

## Entwicklung
Stanislas Niox-Chateau, Jessy Bernal, Ivan Schneider und Steve Abou-Rjeily gründeten Doctolib im Dezember 2013. Zu diesem Zeitpunkt wurde das Unternehmen von der Stadt Paris, dem französischen Ministerium für Hochschulbildung und Forschung und dem Europäischen Sozialfonds gefördert.
Zwischen Februar 2014 und November 2017 führte das Unternehmen mehrere Finanzierungsrunden durch. Die Einnahmen stiegen bei diesen Seed-Finanzierungen auf bis zu 35 Mio. Euro an. Im März 2019 wurden in einer weiteren Runde 150 Mio. Euro eingeworben, womit das Unternehmen zu den europäischen Einhörnern zählt, weil die Gesamtbewertung bei über 1 Mrd. Euro liegt. Im März 2022 schloss das Unternehmen eine weitere Finanzierungsrunde über 500 Mio. Euro ab. Die Mittel fließen nach Unternehmensangaben unter anderem in die Entwicklung eines cloudbasierten Praxisverwaltungssystems.
Ein Jahr nach der Gründung arbeitete das Unternehmen mit rund 1.500 Medizinern zusammen, überwiegend in der Region Paris. Im Sommer 2016 startete Doctolib in Deutschland sein Angebot. Nach Unternehmensangaben nutzten Anfang 2017 zirka 17.000 Ärzte und 435 Gesundheitseinrichtungen in Frankreich und Deutschland die Plattform. Im Juli 2018 erfolgte die Übernahme des französischen Wettbewerbers MonDocteur. Im April 2020 lag die Zahl der Ärzte, die die Plattform einsetzten, bei insgesamt 125.000. Während der COVID-19-Pandemie stieg insbesondere die Nachfrage nach Videokonsultationen deutlich.
Im Juli 2020 wurde Doctolib zum Ziel einer Cyberattacke, die vom Unternehmen gestoppt werden konnte. Patientendaten wurden nicht entwendet.
Im Sommer 2020 übernahm Doctolib zusammen mit der Kassenärztlichen Vereinigung Niedersachsen die Online-Terminvereinbarungen für Covid-19-Tests. Berlin und Frankreich beauftragten das Unternehmen zum Jahreswechsel 2020/2021 mit der Koordination von COVID-19-Impfterminen. 2021 übernahm Doctolib den italienischen Anbieter Dottori,  Anfang 2022 folgte der Erwerb des Verschlüsselungs-Unternehmens Tanker. Im März 2023 übernahm das Unternehmen den Medizin-Messenger Siilo.

## Organisation, Leitung und Personal
Doctolib ist rechtlich als Société par actions simplifiée (SAS) organisiert. Ende 2020 war Doctolib in 40 Städten vertreten.
Stanislas Niox-Chateau führt das Unternehmen als CEO. Die Gesamtzahl der Mitarbeiter lag im März 2023 bei 2800. Doctolib SAS ist zudem die Muttergesellschaft der deutschen Doctolib GmbH, diese wird von Nikolay Kolev und Stanislas Niox-Château geleitet und beschäftigt mehr als 600 Mitarbeiter (Stand: Februar 2022). In Italien agiert die Tochtergesellschaft Doctolib S.r.l.

## Eigentümerschaft
Ludwig Klitzsch, Pierre Kosciusko-Morizet, Bertrand Jelensperger, Antoine Freysz, Pierre Krings, Olivier Occelli und Maxime Forgeot sind Teilhaber des Unternehmens. Zu den institutionellen Investoren zählen Accel, Bpifrance, Eurazeo und General Atlantic.

## Leistungen und Nutzung
Die Software des Unternehmens ermöglicht Ärzten und Gesundheitseinrichtungen das digitale Termin- und Patientenmanagement. Auf der Doctolib-Plattform können Patienten für sich selbst oder für ihre Angehörigen über eine App oder eine Website Ärzte beziehungsweise medizinisches Personal suchen und buchen. Vereinbarte Termine können zudem digital verschoben oder abgesagt werden; es gibt eine Wartelisten-Funktion für freiwerdende Termine. Bei der Suche nach Arztterminen sind Eingrenzungen möglich, beispielsweise nach gewünschter Region (über die Postleitzahl) oder gesprochenen Sprachen. Überdies können Patienten ihre Terminhistorie verfolgen und eigene medizinische Dokumente einsehen. Ein Service erinnert an gebuchte Termine. Außerdem können Patienten über die App mit ihren Ärzten in Kontakt treten. Ein weiteres Angebot liegt im Zugang zu Videosprechstunden.
Auf Online-Bewertungen von Ärzten und Gesundheitseinrichtungen verzichtet das Portal.
Die für die Plattform eingesetzte Technik ist cloudbasiert und als Software-as-a-Service konzipiert.
340.000 Gesundheitsfachkräfte setzen die Software ein, davon 80.000 in Deutschland (Stand: 2023). Die Zahl der Patienten, die Doctolib in Europa nutzen, liegt bei 80 Millionen, in Deutschland sind es rund 20 Millionen (Stand: 2023).

## Datenschutz und Zertifikate
Doctolib ist nach ISO 27001 und der darauf aufbauenden ISO 27701 zertifiziert. Zudem verfügt das Unternehmen über die von der französischen Gesundheitsbehörde eingeführte HDS Zertifizierung (Hébergeur des Données de Santé). Im April 2023 erhielt das Unternehmen das C5-Testat (Typ 1) einer Wirtschaftsprüfungsgesellschaft, basierend auf den Kriterien des Bundesamtes für Sicherheit in der Informationstechnik. Allerdings gilt dieses Testat nach Angaben von Thilo Weichert vom Netzwerk Datenschutzexpertise nur für Auftragsverarbeiter, Doctolib verarbeite jedoch Daten eigenverantwortlich.

## Kontroversen
Im Oktober 2018 beschwerten sich einige französische Ärztevertreter, weil die Namen einiger Kollegen angezeigt würden, obgleich diese Doctolib nicht mehr einsetzen würden. Patienten seien zu Ärzten umgeleitet worden, die mit Doctolib arbeiteten. Stanislas Niox-Chateau wies Teile der Kritik zurück und reagierte mit der Aussage, kein Arzt werde bevorzugt. Jérôme Marty, Präsident der kritisierenden L'Union Française pour une Médecine Libre (UFML), schloss die Debatte, indem er sich bei ihm dafür bedankte, Probleme gelöst zu haben.
Ende Dezember 2020 wurde auf dem Chaos Communication Congress bekannt, dass bei Doctolib Daten gehackt worden seien. Es habe sich nicht um Patientendaten gehandelt, sondern um Metadaten. Doch auch Name, Adresse und Fachrichtung einer Praxis sowie Patientenname, -alter und -geschlecht könnten missbräuchlich verwendet werden.
Gegen die Einbindung von Doctolib bei der Vergabe von Impfterminen in Frankreich klagten einige französische Ärzteverbände. Doctolib speichere Daten auf Servern des US-amerikanischen Unternehmens Amazon, die Einhaltung europäischer Datenschutzvorschriften sei nicht gewährleistet. Das Unternehmen betonte, die Server stünden in Europa und französisches Recht werde eingehalten. Der Conseil d’État, das oberste Verwaltungsgericht Frankreichs, widersprach den Klägern am 12. März 2021, der Schutz der Daten sei ausreichend.
2021 erhielt das Unternehmen den Big Brother Award, weil es nach Ansicht des Vereins Digitalcourage die Vertraulichkeitspflicht missachte und Daten von Nutzern und Patienten aus Arztpraxen für Marketingzwecke nutze. Bis zum 21. Juni 2021 hat Doctolib Daten (z. B. Suchbegriffe) an Facebook und Outbrain weitergegeben; als dies öffentlich bekannt wurde, teilte Doctolib mit, es habe alle Marketing-Cookies entfernt. Es unterstrich, dass keine Informationen zu gebuchten Terminen und keine Dokumente, Videokonsultationen oder andere medizinische Daten weitergegeben worden seien.
Im Rahmen von drei Gutachten zum Datenschutz bei Doctolib des Netzwerks Datenschutzexpertise gab es 2023 Gespräche zwischen Doctolib und Datenschützern, welche allerdings keine konkreten Ergebnisse lieferten.

## Auszeichnungen
- 2016 erhielten die Gründer den Ernst & Young-Preis der besten Unternehmer.[62]
- 2017 wurde das Unternehmen mit dem deutsch-französischen Wirtschaftspreis der Deutsch-Französischen Industrie- und Handelskammer in der Kategorie Start-up ausgezeichnet.[63]
- 2020 erhielt Doctolib den German Medical Award in der Kategorie Medical Digital.[64]
- 2021 erhielt Doctolib den Negativpreis Big Brother Award des Vereins Digitalcourage in der Kategorie Gesundheit.[65]